# Sri Lanka ai Giochi della XXXI Olimpiade
Lo Sri Lanka ha partecipato ai Giochi della XXXI Olimpiade, che si sono svolti a Rio de Janeiro, Brasile, dal 5 al 21 agosto 2016, con una delegazione di nove atleti impegnati in sei discipline. Portabandiera alla cerimonia di apertura è stato il maratoneta trentottenne Indrajith Cooray, alla sua terza Olimpiade.
Si è trattato della diciassettesima partecipazione di questo paese ai Giochi estivi. Non sono state conquistate medaglie.

## Partecipanti

### Atletica leggera
- Maratona maschile - 1 atleta (Anuradha Cooray)
- Maratona femminile - 1 atleta (Niluka Geethani Rajasekara)
- Lancio del giavellotto maschile - 1 atleta (Sumedha Ranasinghe)

### Badminton
- Singolo maschile - 1 atleta (Niluka Karunaratne)

### Judo
- 73 kg maschile - 1 atleta (Chamara Repiyallage)

### Nuoto
- 100 m stile libero maschili - 1 atleta (Matthew Abeysinghe)
- 100 m dorso femminili - 1 atleta (Kimiko Raheem)

| Atleta        | Evento                    | Batterie | Batterie  | Semifinali      | Semifinali      | Finale          | Finale          |
| Atleta        | Evento                    | Tempo    | Posizione | Tempo           | Posizione       | Tempo           | Posizione       |
| ------------- | ------------------------- | -------- | --------- | --------------- | --------------- | --------------- | --------------- |
| Kimiko Raheem | 100 metri dorso femminili | 1'04"21  | 28ª       | non qualificata | non qualificata | non qualificata | non qualificata |

### Sollevamento pesi
- 62 kg maschile - 1 atleta (Sudesh Peiris)

### Tiro
- Carabina 10 metri aria compressa maschile - 1 atleta (Mangala Samarakoon)
- Carabina 50 metri a terra maschile - 1 atleta (Mangala Samarakoon)